# Rosengarten (Bamberg)
Der Bamberger Rosengarten ist ein Barockgarten hinter der Neuen Residenz.

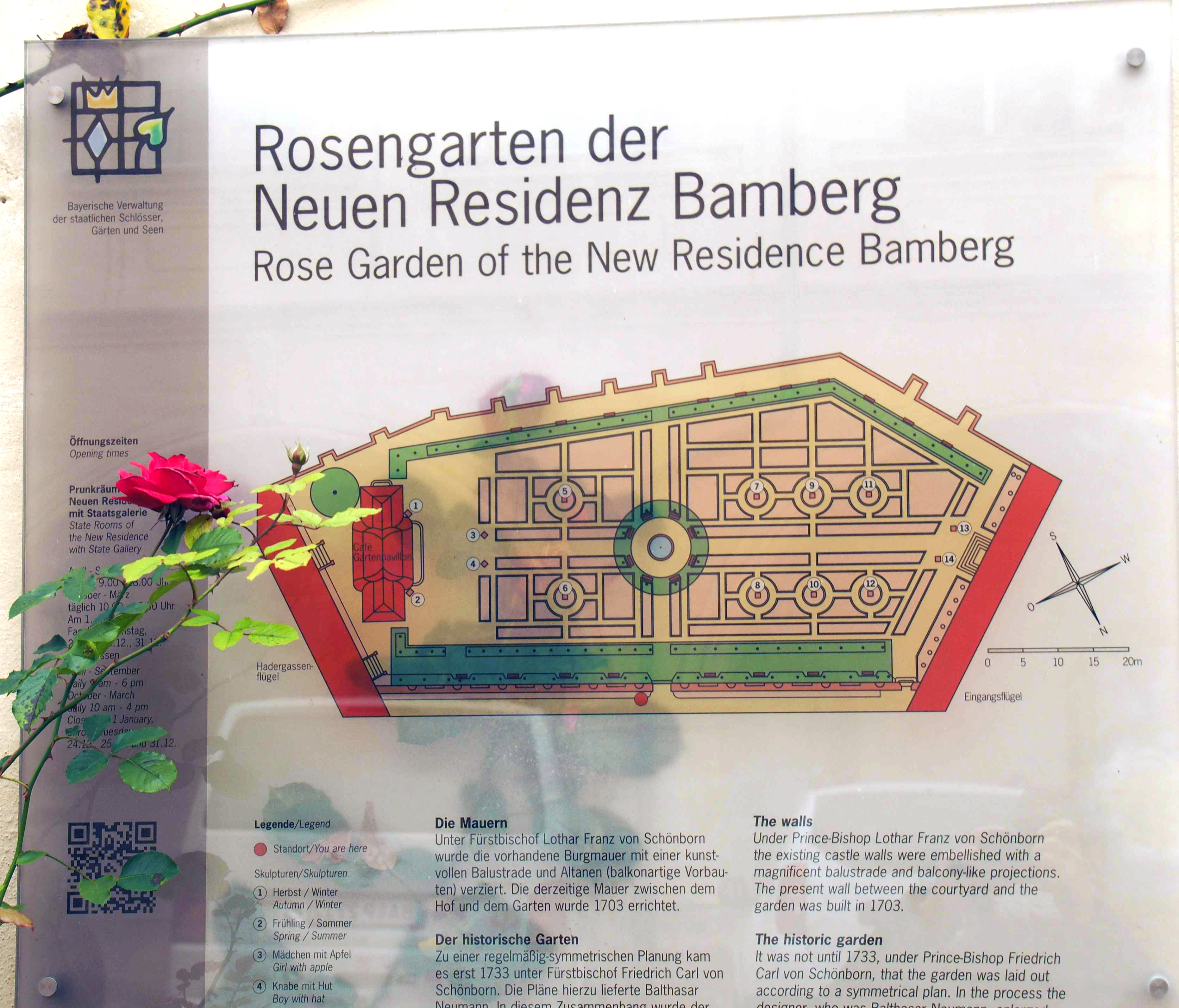
Übersichtsplan

Der Garten ist durch ein zentrales Wegekreuz gegliedert, in dessen Schnittpunkt ein Brunnenbecken liegt. Er ist von geschnittenen Linden eingerahmt. Auf den von Buchshecken eingefassten Beeten blühen 4.500 Rosen.

## Geschichte

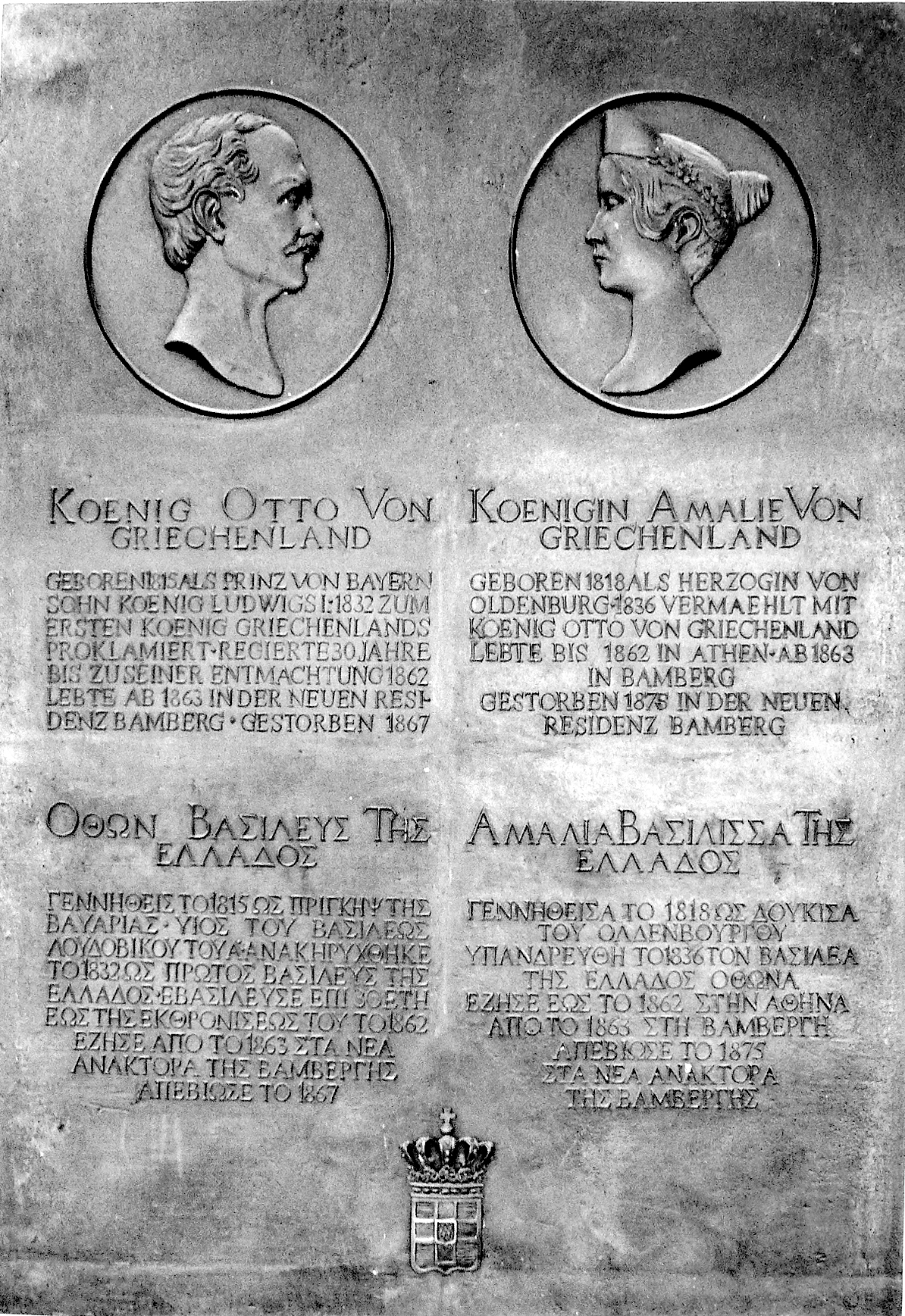
Erinnerungstafel für König Otto und Königin Amalie von Griechenland

Vor Anlage des Rosengartens gab es auf dem gleichen Gelände im 16. Jahrhundert einen Renaissancegarten, der im Jahr 1733 unter Fürstbischof Friedrich Carl von Schönborn in einen Barockgarten umgewandelt wurde. Die Planung des Gartens wurde dem renommierten Baumeister Balthasar Neumann übertragen. Von dem Baumeister Johann Jakob Michael Küchel stammt der Gartenpavillon im Stil des Rokoko. Die Skulpturen aus dem Themenkreis der antiken Mythologie (Entstehungsjahre 1760–1761) stammen von Ferdinand Tietz.
Auch ein Erinnerungsmal für Otto von Griechenland und seine Gemahlin Amalie findet sich in einem Blendbogen der Mauer vor. Die Inschrift ist in griechischer und deutscher Sprache. Otto und Amalie lebten bis zu ihrem Tod in der angrenzenden, ehemals fürstbischöflichen Residenz, wo sie jeden Abend zwischen sechs und acht als Erinnerung an ihre Zeit in Griechenland eine Griechischstunde abhielten, in der sie sich ausschließlich auf Griechisch unterhielten. Passend dazu war der Hofstaat in griechische Trachten gekleidet.

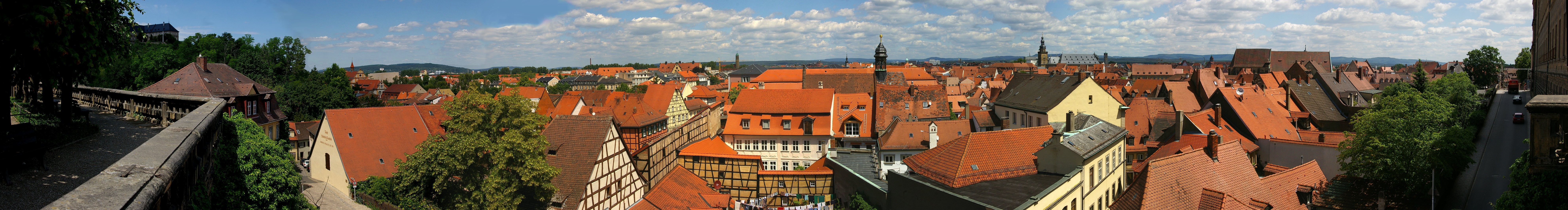
Bamberg-Panorama vom Rosengarten aus

## Bildergalerie

Bilder vom Rosengarten
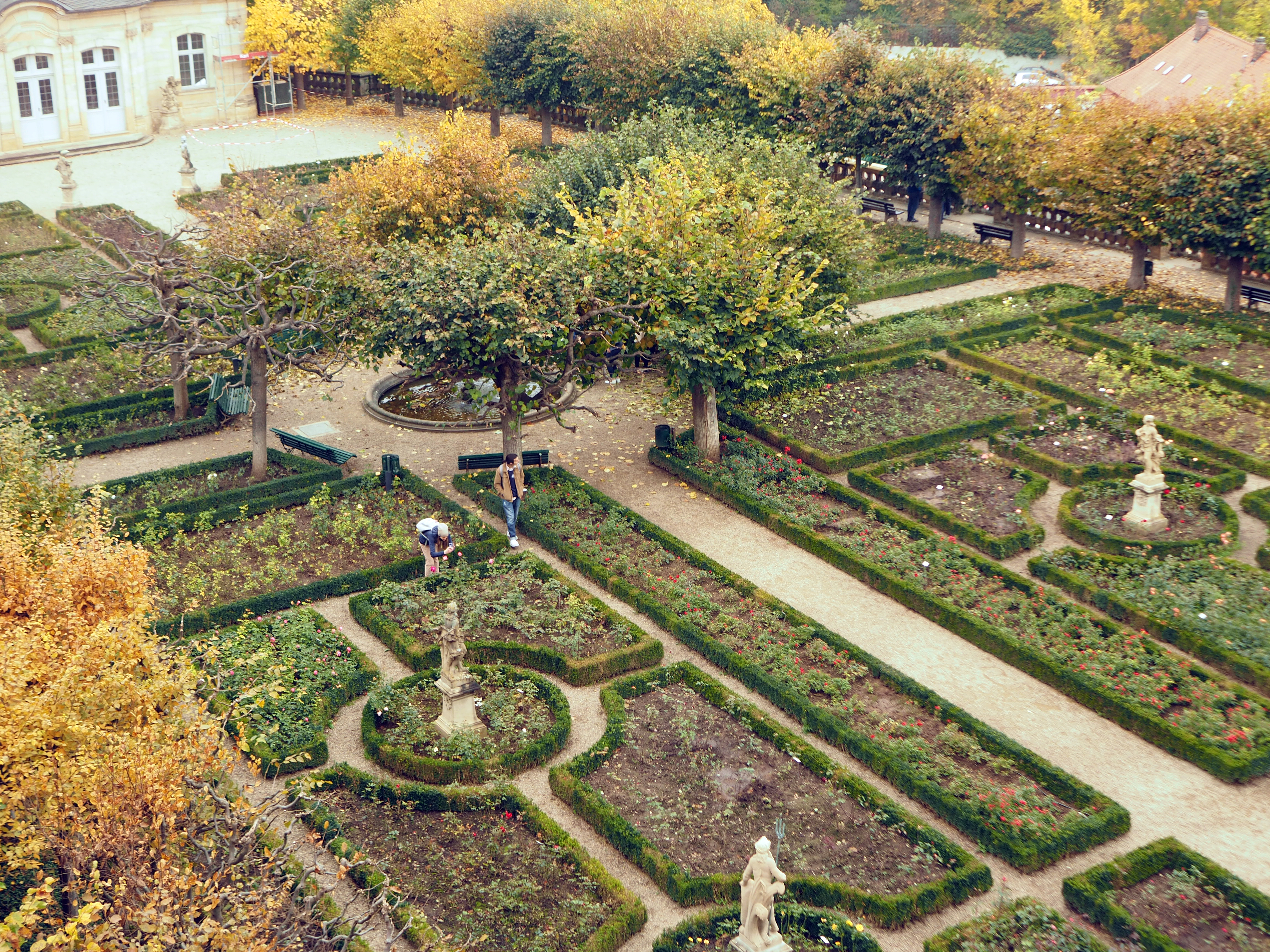
Übersicht
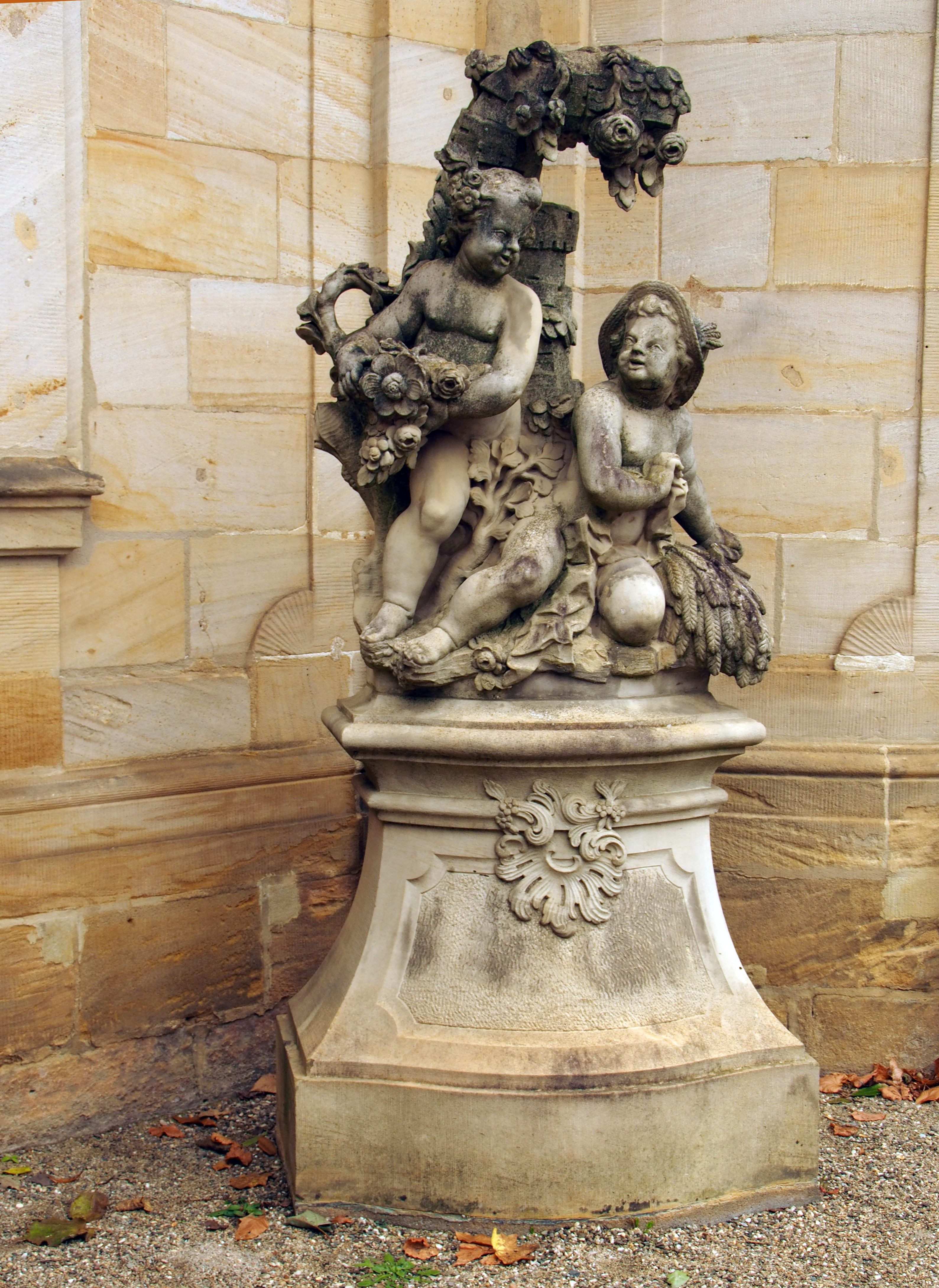
Frühling/Sommer
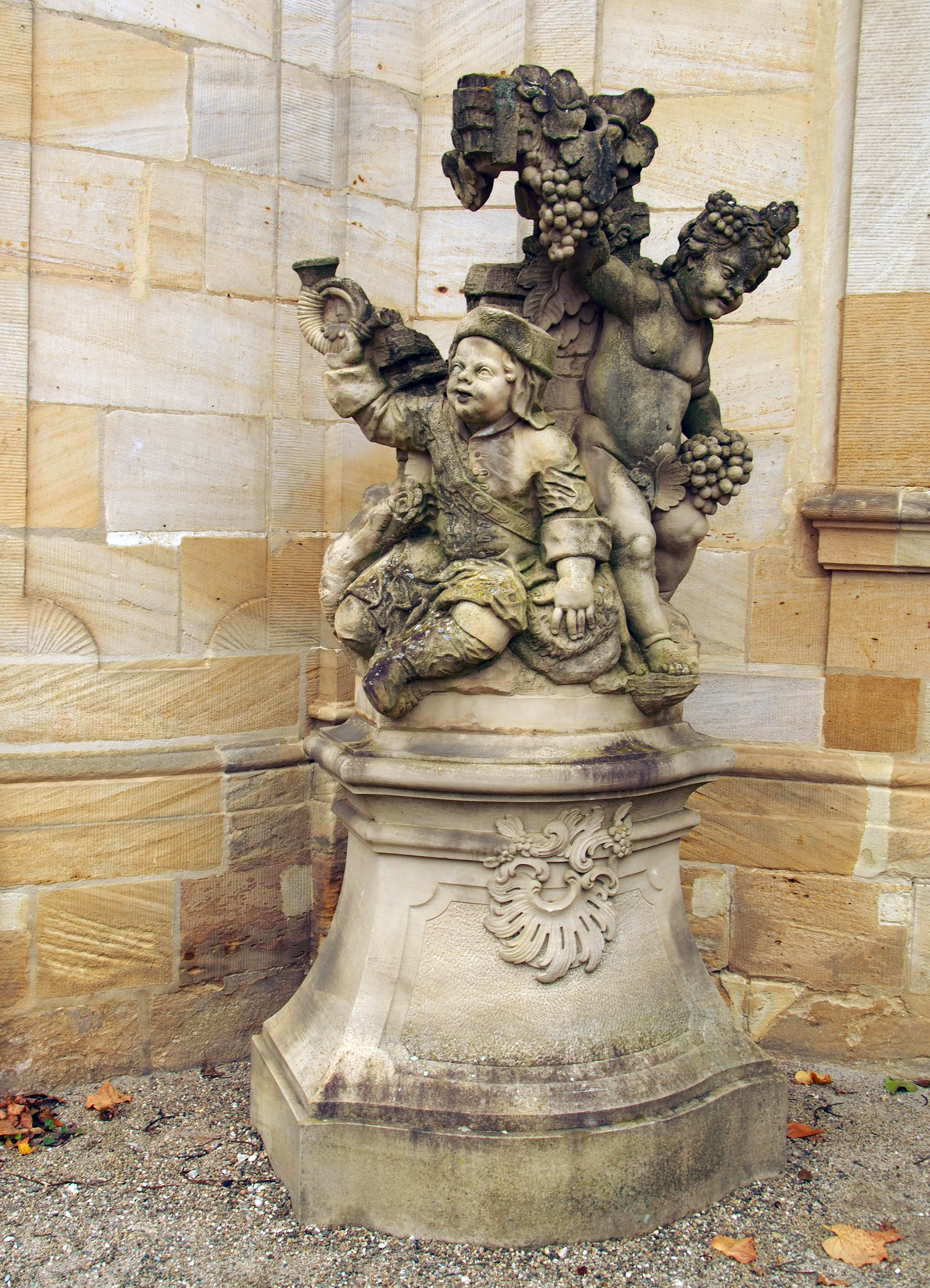
Herbst/Winter
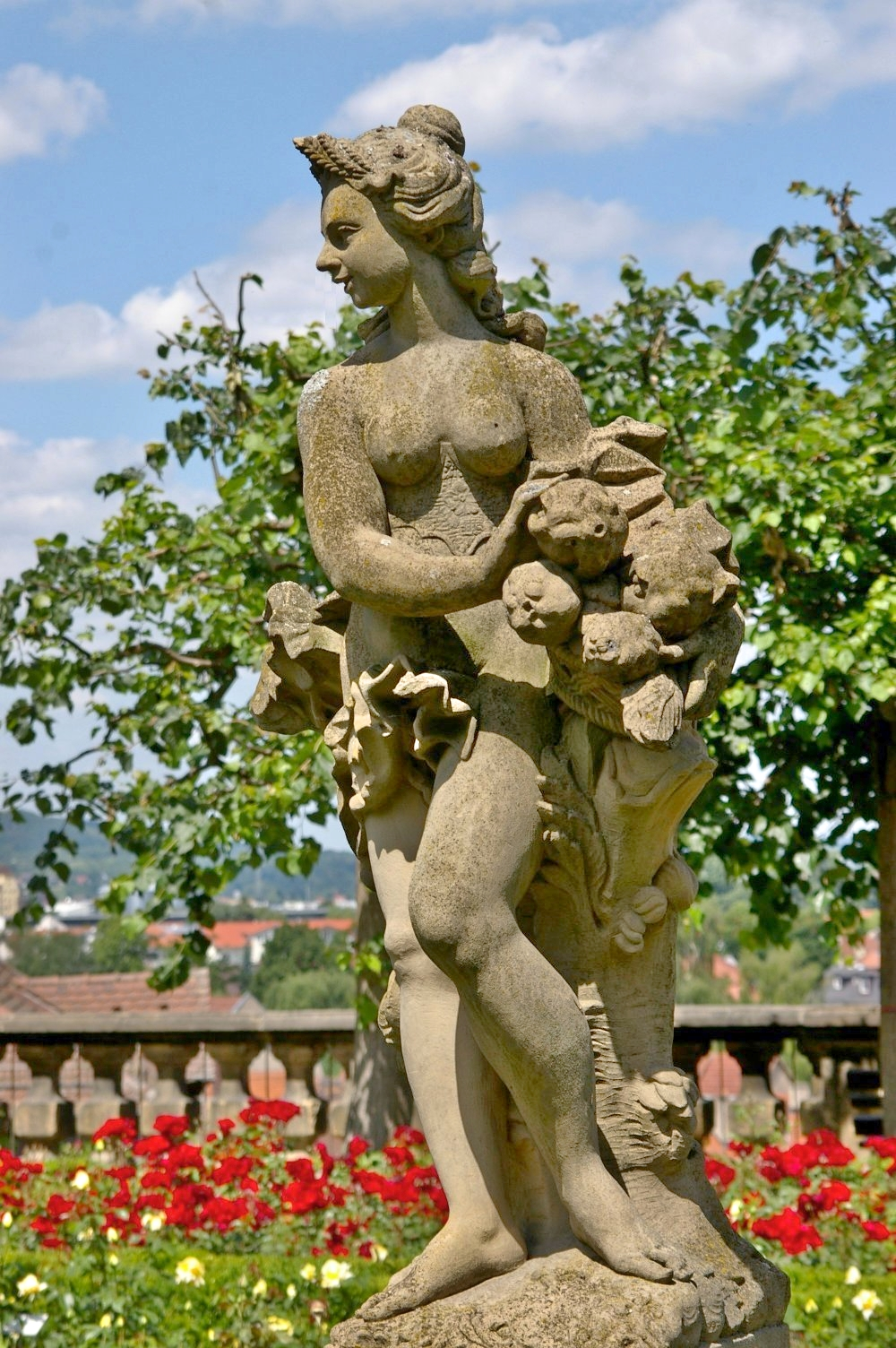
Skulptur von Ferdinand Tietz
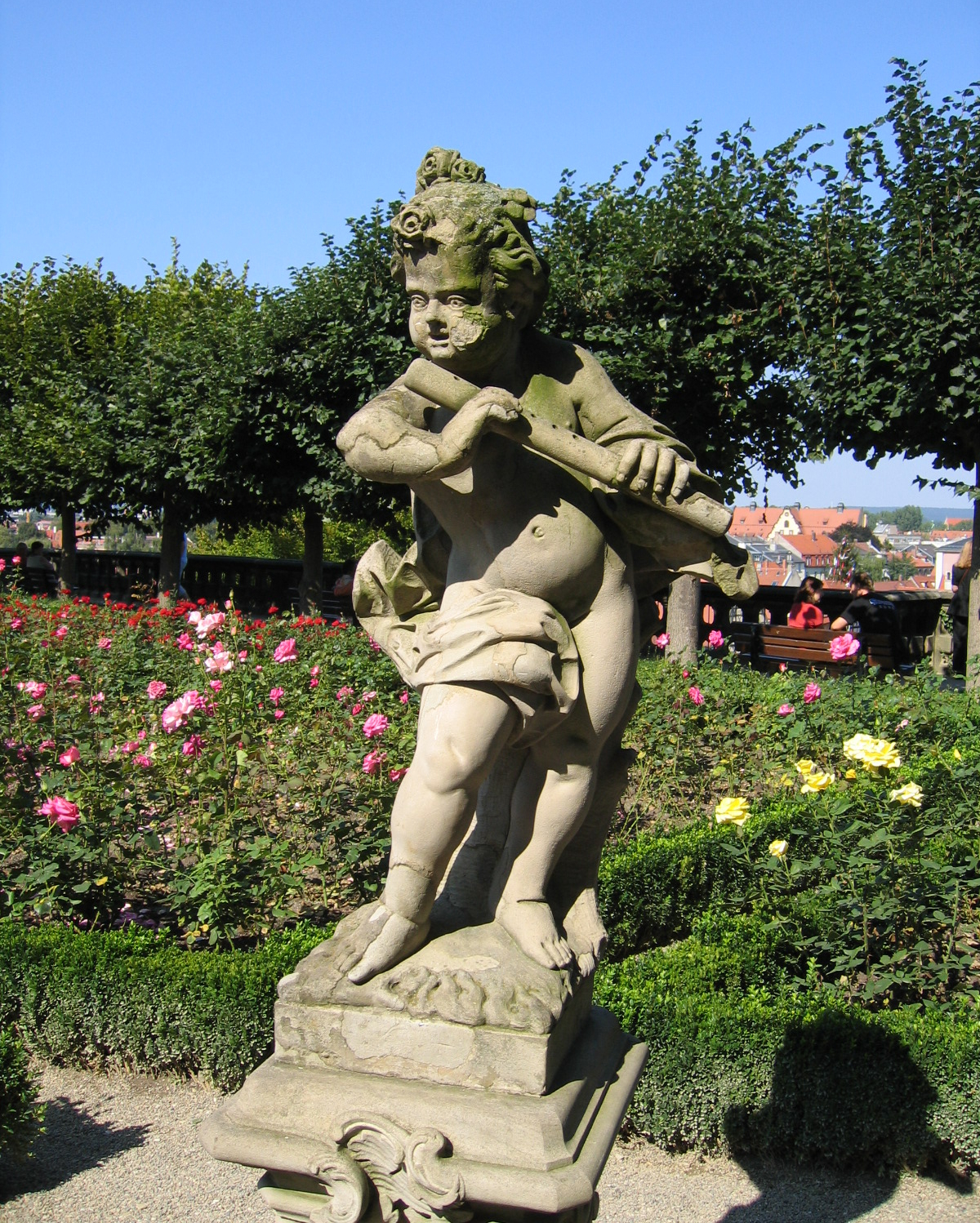
Putto
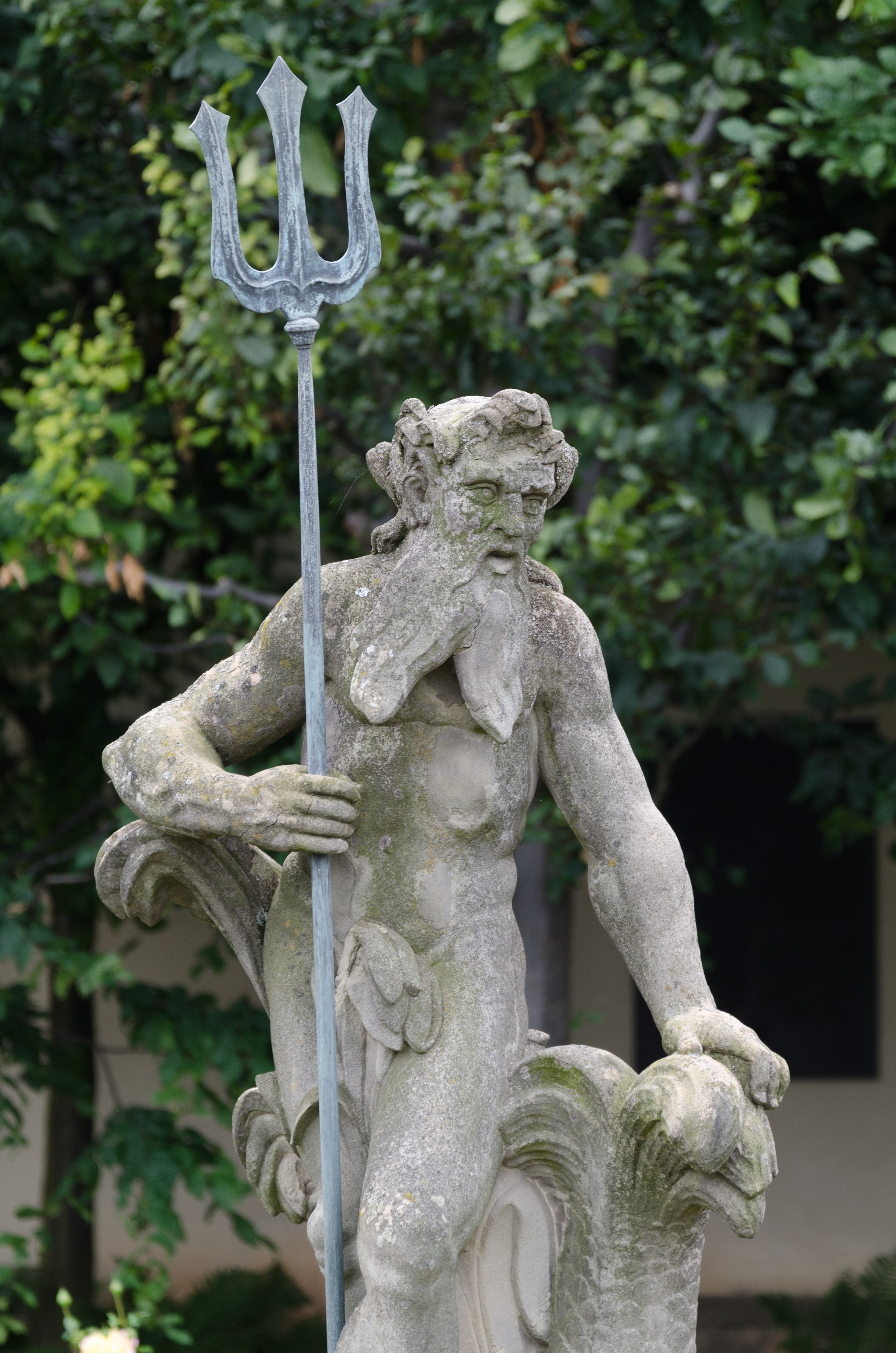
Neptun
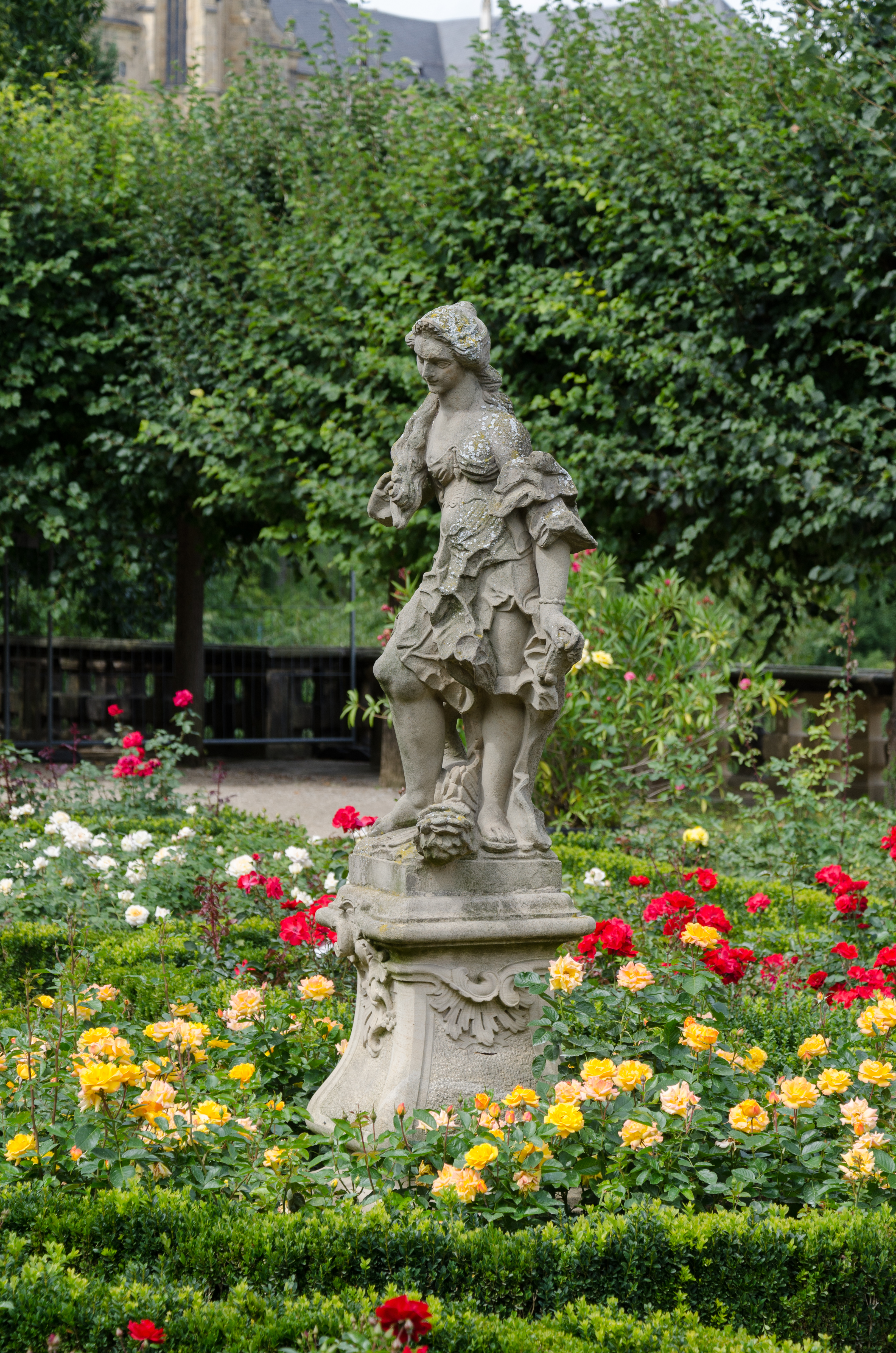
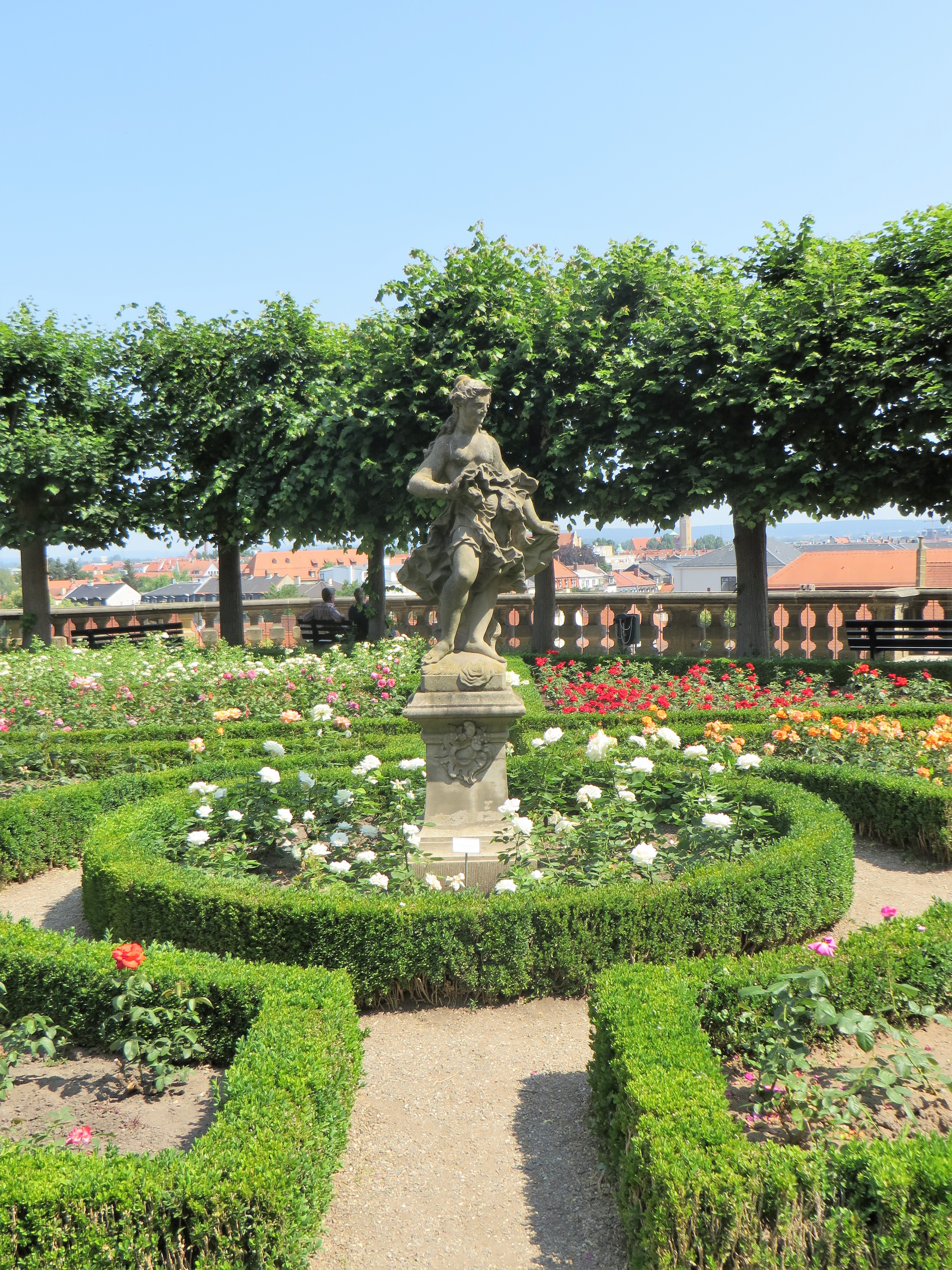
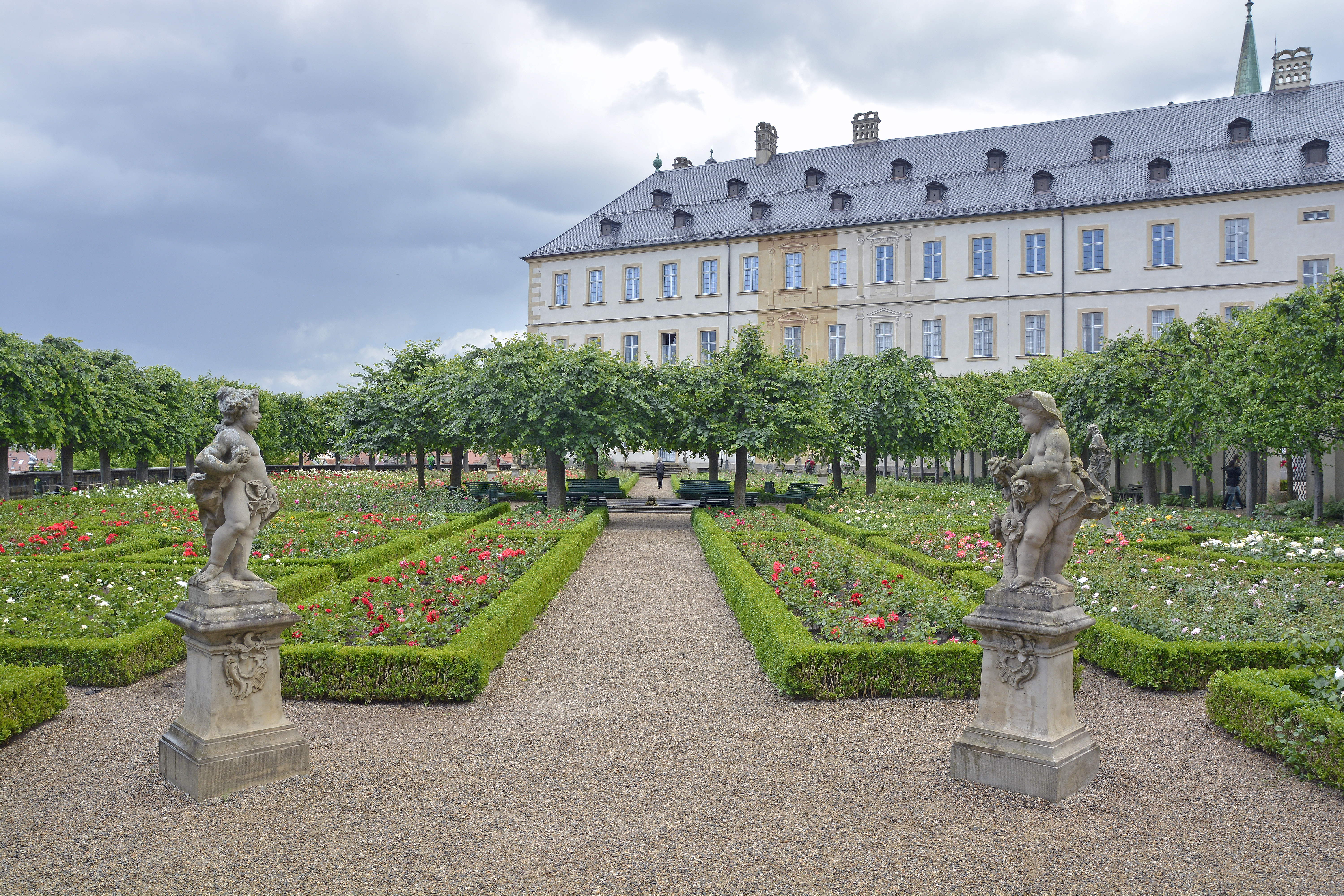